# Складной фотоаппарат

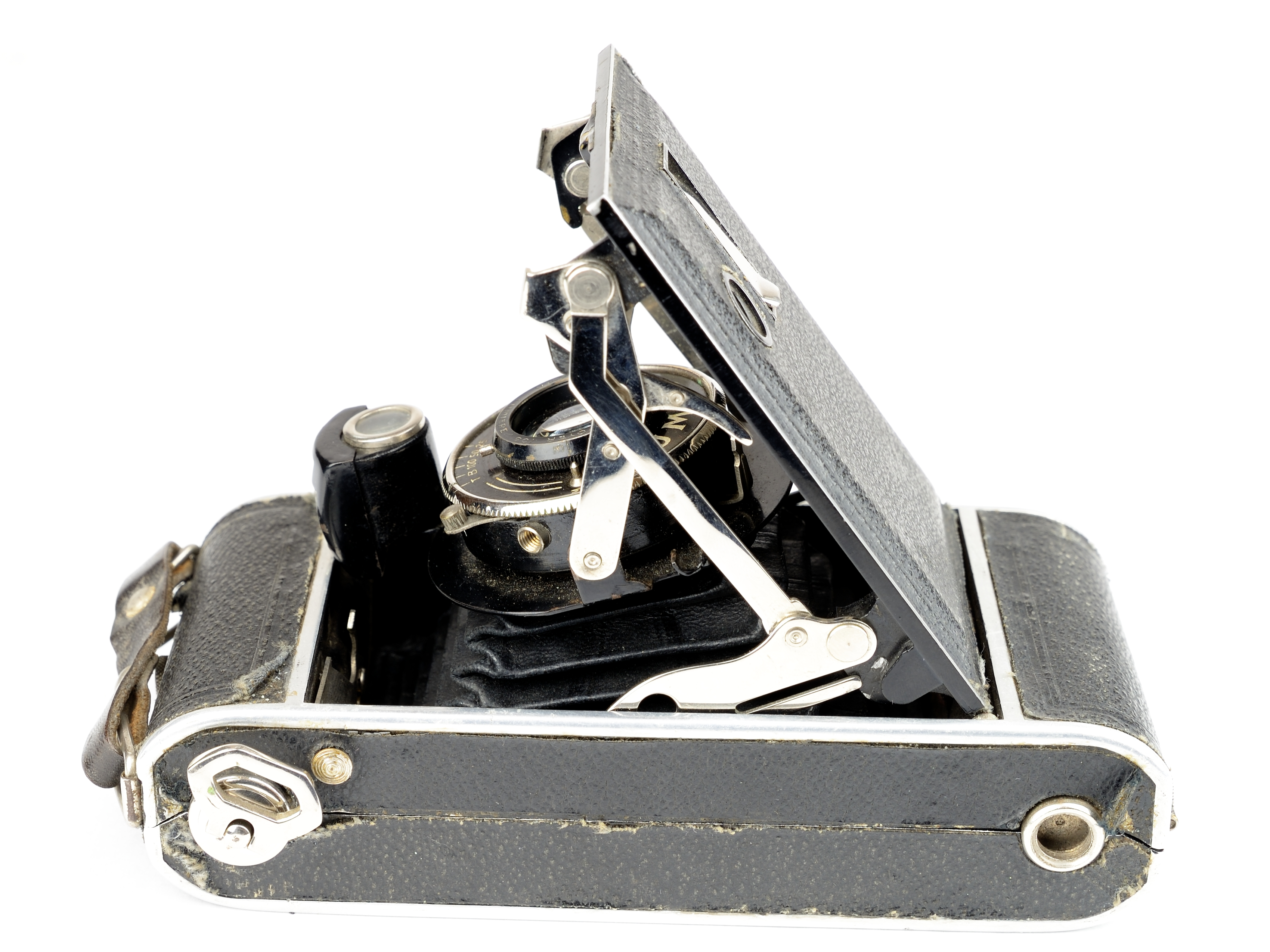
Складной фотоаппарат «Люмьер»

Складной фотоаппарат — фотоаппарат, у которого оправа объектива связана с корпусом системой подвижных рычагов и фокусировочным мехом. Такая конструкция, характерная для среднего и крупного форматов, позволяет сохранять компактность камеры в сложенном состоянии, несмотря на большие размеры кадра и фокусное расстояние объектива. В походном состоянии фотоаппарат складывается и объектив вместе с мехом убирается в корпус, который закрывается откидным нижним основанием. Для проведения съёмки основание откидывается вперёд, образуя горизонтальную стенку, а объективная доска или стойка выдвигаются в рабочее положение по направляющим. 

## Технические особенности
Для большинства дорожных камер характерна другая конструкция: в них складывалась задняя часть горизонтального основания после перемещения негативной доски вперёд до упора. При этом фокусировка происходила перемещением кассетной части, а не объектива, сохраняя масштаб изображения постоянным. Разновидностью складного фотоаппарата считается клапп-камера (нем. Klappkamera). В этом типе фотоаппаратов объективная доска выдвигается вперёд системой металлических распорок, при складывании перемещающихся перпендикулярно оптической оси. Главным отличием клапп-камер от всех остальных складных фотоаппаратов является способ фокусировки объектива, которая осуществляется вращением его червячной оправы вместо перемещения объективной стойки или кассетной части. Взаимное расположение этих двух частей в клапп-камерах жёстко фиксируется в разложенном состоянии. Первая клапп-камера с деревянными пластиночными распорками была создана в 1874 году. В дальнейшем деревянные распорки уступили место металлическим в форме ножниц, впервые появившимся в 1886 году. Ещё одним распространённым типом были клапп-камеры со складывающимися рычагами и откидной крышкой, закрывавшей объектив в сложенном состоянии.
Складные фотоаппараты, в том числе любительские, доминировали с конца XIX века до середины 1940-х годов. Распространение короткофокусной оптики и развитие малоформатной фотоаппаратуры жёсткой конструкции, привело к вытеснению складной аппаратуры с рынка. Определённую роль сыграла популярность двухобъективных зеркальных фотоаппаратов среднего формата. Главным недостатком складных камер считается нестабильность положения объектива из-за неизбежных люфтов в рычагах механизма. Сложное устройство выдвижения объектива удорожает камеру, требующую времени для приведения в рабочее состояние. В 1970-х годах складную конструкцию типа клапп-камеры имели многие фотоаппараты одноступенного процесса из-за большого размера кадрового окна. Объектив особо компактных 35-мм фотоаппаратов также складывался, например в немецком «Minox-35» и его советском аналоге «Киев-35». В СССР клапп-камеры «Искра» и «Москва» выпускались вплоть до середины 1960-х годов.